# Кучин (Високомазовецький повіт)
Кучин (пол. Kuczyn) — село в Польщі, у гміні Клюково Високомазовецького повіту Підляського воєводства.
Населення — 281 особа (2011).
У 1975-1998 роках село належало до Ломжинського воєводства.

## Демографія
Демографічна структура станом на 31 березня 2011 року:
|          | Загалом | Допрацездатний вік | Працездатний вік | Постпрацездатний вік |
| -------- | ------- | ------------------ | ---------------- | -------------------- |
| Чоловіки | 133     | 27                 | 87               | 19                   |
| Жінки    | 148     | 31                 | 72               | 45                   |
| Разом    | 281     | 58                 | 159              | 64                   |